# أليساندرو هابر
أليساندرو هابر (بالإيطالية: Alessandro Haber)‏ هو ملحن ومغني وكاتب أغاني ومخرج وممثل إيطالي، ولد في 19 يناير 1947 في بولونيا في إيطاليا.

## أعمال

### أفلام
- (1970) الملتزم

## وصلات خارجية
- أليساندرو هابر على موقع IMDb (الإنجليزية)
- أليساندرو هابر على موقع ميتاكريتيك (الإنجليزية)
- أليساندرو هابر على موقع روتن توميتوز (الإنجليزية)
- أليساندرو هابر على موقع ألو سيني (الفرنسية)
- أليساندرو هابر على موقع ميوزك برينز (الإنجليزية)
- أليساندرو هابر على موقع أول موفي (الإنجليزية)
- أليساندرو هابر على موقع قاعدة بيانات الأفلام السويدية (السويدية)
- أليساندرو هابر على موقع ديسكوغز (الإنجليزية)
- أليساندرو هابر على موقع قاعدة بيانات الفيلم (الإنجليزية)
- أليساندرو هابر على موقع كينوبويسك (الروسية)